# Ivan Viktorovich Chudin
Bản mẫu:Eastern Slavic name
Ivan Viktorovich Chudin (tiếng Nga: Иван Викторович Чудин; sinh ngày 7 tháng 3 năm 1990) là một cầu thủ bóng đá người Nga. Anh thi đấu cho FC Tyumen.

## Thống kê sự nghiệp
Thống kê chính xác tính đến các trận đấu diễn ra ngày vào ngày 22 tháng 8 năm 2014
| Câu lạc bộ                               | Hạng đấu            | Mùa giải            | Giải vô địch | Giải vô địch | Cúp bóng đá Nga | Cúp bóng đá Nga | Tổng cộng | Tổng cộng |
| Câu lạc bộ                               | Hạng đấu            | Mùa giải            | Số trận      | Bàn thắng    | Số trận         | Bàn thắng       | Số trận   | Bàn thắng |
| ---------------------------------------- | ------------------- | ------------------- | ------------ | ------------ | --------------- | --------------- | --------- | --------- |
| F.K. Ural Sverdlovsk Oblast              | D1                  | 2009                | 7            | 0            | 0               | 0               | 7         | 0         |
| FC Gornyak Uchaly (mượn)                 | D2                  | 2010                | 23           | 0            | 6               | 1               | 29        | 1         |
| FC Metallurg-Kuzbass Novokuznetsk (mượn) | D2                  | 2011–12             | 1            | 0            | 0               | 0               | 1         | 0         |
| F.K. Ural Sverdlovsk Oblast              | NFL                 | 2012–13             | 0            | 0            | 0               | 0               | 0         | 0         |
| F.K. Volga Ulyanovsk (mượn)              | PFL                 | 2013–14             | 27           | 2            | 2               | 2               | 29        | 4         |
| F.K. Ural Sverdlovsk Oblast              | RPL                 | 2014–15             | 0            | 0            | 0               | 0               | 0         | 0         |
| Tổng cộng sự nghiệp                      | Tổng cộng sự nghiệp | Tổng cộng sự nghiệp | 58           | 2            | 8               | 3               | 66        | 5         |